# Краснощок Леонтій Антонович
Леонтій Антонович Краснощо́к (нар. 6 жовтня 1926, Забілоччя — пом. 17 червня 1996, Київ) — український радянський віолончеліст, педагог.

## Біографія
Народився 6 жовтня 1926 року в селі Забілоччі Радомишльського району Житомирської області УРСР. Брат Віталія Краснощока. У 1944—1945 роках навчався у Київському музичному училищі, 1950 року закінчив Київську консерваторію (навчався у Г. Пеккера).
У 1947—1951 роках — артист Державного симфонічного оркестру УРСР. У 1951—1984 роках — учасник квартету імені М. Лисенка. Паралельно, за сумісництвом (у 1950—1960 роках) викладав у Київській спеціалізованій музичній школі. З 1984 року працював у Національній музичній академії України, з 1994 року— професор кафедри струнно-смичкових інструментів.
Помер у Києві 17 червня 1996, похований у рідному селі.

## Творчість
У репертуарі музиканта твори Д. Шостаковича, В. Барвінського, Д. Бортнянського, Є. Станковича, Л. Дичко, Л. ван Бетговена, П. Чайковського. У складі Квартету імені М. Лисенка записав  у фонд Українського радіо  твори Б. Лятошинського, А. Штогаренка, А. Філіпенка, В. Кирейка, Ю. Іщенка, Г. Ляшенка.
Адаптував для струнного квартету «Поетичну польку» Е. Гріга, «Елегію» М. Лисенка, «Українську пісню» В. Косенка, «Колискову» В. Кирейка (усі — 1985 року), для 12-ти віолончелей — «Вокаліз» С. Рахманінова тощо.

## Відзнаки
- Лауреат 7-го Міжнародного конкурсу камерної музики імені Лео Вайнера (Будапешт, 1963; у складі квартету імені М. Лисенка);
- Заслужений артист УРСР (з 1973 року);
- Лауреат Державної премії УРСР імені Т. Г. Шевченка (за 1977 рік; разом з А. І. Баженовим, Б. Скворцовим, Ю. Б. Холодовим за концертні програми 1974—1976 років у складі струнного квартету імені М. В. Лисенка)[2].